# 少脉凤仙花
少脉凤仙花（学名：Impatiens oligoneura）为凤仙花科凤仙花属的植物，是中国的特有植物。分布在中国大陆的四川等地，生长于海拔2,900米的地区，见于山沟针阔叶林下，目前尚未由人工引种栽培。